# Wagner & Zetzsche
Wagner & Zetzsche (W & Z, W. u. Z oder W. Z.) war eine im 19. Jahrhundert in Thüringen gegründete Puppen-Manufaktur mit Sitz in Ilmenau, Obertorstraße 5.

## Geschichte
Das von den Kaufleuten Richard Wagner und Richard Zetzsche im Jahr 1875 gegründete Unternehmen war gemeinsam mit Fischer, Naumann & Co. einer der großen Ilmenauer Spielzeughersteller. Hergestellt wurden Puppenkörper aus Stoff, Leder, Papiermaché und Kunstleder.
Die Firma bot ihre – bekleideten – Körper bis etwa um 1916 mit darauf montierten Köpfen der Porzellanfabrik Gebrüder Heubach, die neben dem Markenzeichen der Firma Heubach auch die kunstvoll verschlungenen Initialen W. u. Z des Auftraggebers auf der Rückseite des Kopfes eingraviert bekamen. Nachdem Wagner & Zetzsche jedoch von dem Erfinder P. R. Zierow oder Richard Zierow aus Berlin 1914 das Patent „[...] für die Herstellung eines Composition-Materials“ namens Haralit erworben hatte – eine kunststoffartige, weder brennbare noch zerbrechliche Masse – konnte das Unternehmen ab 1915 daraus Köpfe für seine Charakterpuppen gießen. Als Modelle dafür dienten die namensgleichen Enkel von Richard Zetzsche, der die Firma ab 1915 Harald, ab 1916 Inge und ab 1925 Hansi formen ließ. Weniger bekannt wurde das Modell Baerbele.
Zusätzlich zu der Marke W & Z ist die Zahl 1875 für das Gründungsjahr auf Etiketten bekannt. Die Signatur Wag Wag wurde hingegen auf der Fußsohle der Puppen angebracht.
Nach dem Zweiten Weltkrieg und der Gründung der DDR wurde Ingeborg Knefeli, geborene Zetzsche („Inge)“, bis 1960 Inhaberin von Wagner & Zetzsche. 1960 übernahm ihr Mann Heinrich Knefeli die Geschäftsführung, bis das Familienunternehmen nach dem Verkehrstod von Heinrich Knefeli 1977 zwangsweise an den Staat verkauft und damit verstaatlicht wurde: „[...] Der Betrieb wurde [dann] dem Kombinat Puppen- und Plüschspielwaren Sonni, Betriebsteil Gehren, VEB Plüsch und Stoffspielwaren, angegliedert“. Knefelis Tochter Ingrid konnte nach ihrem in Sonneberg absolvierten Studium der Spielzeugformgestaltung unter veränderten Bedingungen bis 1982 das ehemalige Unternehmen Wagner & Zetzsche leiten, bevor sie wenig später die DDR verließ.
Für eine ab 2012 geplante Sonderausstellung zur Ilmenauer Industriegeschichte konnte die Leiterin des GoetheStadtMuseums Ilmenau, Kathrin Kunze, die „Jahrhundertzeitzeugin Inge Knefeli“ und deren Tochter Ingrid zur Unterstützung gewinnen.

## Medienecho
- Karl-Heinz Veit: Karl-Heinz Veit sprach mit Jahrhunderzeitzeugin Inge Knefeli auf der Seite der Thüringer Allgemeine vom 9. Januar 2012

## Archivalien
Archivalien von und über Wagner & Zetzsche finden sich beispielsweise
- im Archiv sowie im Depot des GoetheStadtMuseums Ilmenau;[3]
- im Familienbesitz der Familie Knefeli[3]